# Plectrohyla chrysopleura
Espèce
Statut de conservation UICN

 CR A2ace; B1ab(iii,v)+2ab(iii,v) : 
En danger critique
Plectrohyla chrysopleura est une espèce d'amphibiens de la famille des Hylidae.

## Répartition
Cette espèce est endémique du Honduras. Elle se rencontre entre 930 et 1 550 m d'altitude dans la cordillère Nombre de Dios dans le département de Atlántida,.

## Publication originale
- Wilson, McCranie & Cruz-Díaz, 1994 : A new species of Plectrohyla (Anura: Hylidae) from a premontane rainforest in northern Honduras. Proceedings of the Biological Society of Washington, vol. 107, p. 67–78 (texte intégral).